# Glutophrissa epaphia
Glutophrissa epaphia är en fjärilsart som först beskrevs av Pieter Cramer 1779.  Glutophrissa epaphia ingår i släktet Glutophrissa och familjen vitfjärilar. Inga underarter finns listade i Catalogue of Life.